# 톰 힉스
톰 힉스(Tom Hicks, 1946년 2월 7일~ )는 미국의 기업인으로 힉스 스포츠 그룹, 힉스 스타, 텍사스 레인저스 등을 소유하는 힉스 홀딩스와 여러 회사의 회장으로 조지 질레트와 함께 영국 프리미어리그의 리버풀 FC의 공동 구단주이며, 2009년 《포브스》에 의하면 현재 자산은 10억 달러로 추정된다.

## 일생과 경력
1946년 미국 텍사스 댈러스 출생으로 텍사스 라디오 방송국의 소유하던 존 힉스의 아들로 태어났다. 1964년 토머스 제퍼슨 고등학교를 졸업하고 텍사스 대학교에서 1968년 금융 박사 학위를 취득하였다. 서던캘리포니아 대학교에서도 박사 학위를 받았다.
이후 퍼스트 내셔널 뱅크 오스틴 벤처 캐피탈 그룹을 인수해 각종 청량 음료들을 제조하였고, 1984년 동업자 로버트 하스와 함께 힉스 & 하스 그룹을 창립해 합병했다.
1989년에는 은행가 존 뮤즈와 함께 공동 투자 회사, 힉스 뮤즈 테이트 퍼스트 (비르 전직 프루덴셜 증권) 등을 설립하였고, 회사, 생명 보험 회사, 생명 파트너 그룹 등을 포함한 초기 투자로 2억 5000만 달러를 벌어들였다. 1991년 모건 스탠리의 찰스 테이트, 퍼스트 보스턴의 잭 프러스트와 동업자가 되어 1989년 ~ 2004년까지 회장을 지냈다.
1995년 12월 8200만 달러를 들여 내셔널 하키 리그의 댈러스 스타스를 인수해 구단주가 되었고, 1998년 6월에는 아메리칸 리그의 텍사스 레인저스도 인수해 구단주가 되었다.
2004년 3월 8일 힉스는 힉스 뮤즈를 떠나 스포츠와 부동산 투자에 집중해 중화인민공화국, 아르헨티나 등에 진출했으며, 2008년 미국 대통령 선거에서는 뉴욕에서 공화당의 루디 줄리아니의 정치행동위원회 일원으로 일했다.
2007년 2월 1일 조지 질레트와 함께 두바이 인터내셔널 캐피탈으로부터 2억1,890만 파운드를 들여 리버풀 FC의 주식을 각각 50%씩 인수해 공동 구단주가 되었고 2009년 석유와 가스 회사를 병합하였다.
자선 사업도 펼쳐, 텍사스에 토지를 기증해 톰 힉스 초등학교를 설립하였다.

## 같이 보기
- 리버풀 FC